# Ferrari F1-2000
Der Ferrari F1-2000 war der Formel-1-Rennwagen von Ferrari für die Saison 2000, der an allen 17 Rennen der Saison teilnahm. Es war Ferraris 49. Formel-1-Wagen und mit Michael Schumacher als Fahrer das erste Fahrzeug der Scuderia mit Fahrertitel seit 1979.

## Technik und Entwicklung

### Technische Leitung
Der technische Direktor für die Entwicklung war Ross Brawn. Ihm unterstanden Rory Byrne und Aldo Costa für die Konstruktion sowie Nicolas Tombazis für die aerodynamische Form des Wagens. Der zuständige Motoreningenieur war Paolo Martinelli, dessen Team aus 135 Technikern bestand.

### Entwicklung und Verlauf während der Saison
Der F1-2000 war direkt aus dem Vorjahresmodell F399 abgeleitet, erfuhr jedoch einige deutlich sichtbare Änderungen an der Karosserie. Anders als im Vorjahr wurde das Fahrzeug vollständig mit Hilfe eines Windkanals entwickelt und war insgesamt kantiger und zum Frontflügel hin mehr abfallend gestaltet. Der Flügel war an der Unterseite noch flacher als im Vorjahr, was die Luftströmung unter dem Wagen verbesserte. Die Kühlung des Motors wurde dieses Jahr ebenfalls verbessert. Während der Saison wurde der Wagen konstant weiterentwickelt, so wurde ab dem Großen Preis der USA ein neuer Frontflügel verwendet und ab dem Großen Preis von Frankreich größere Luftleitbleche, sogenannte Bargeboards, montiert.

### Motor

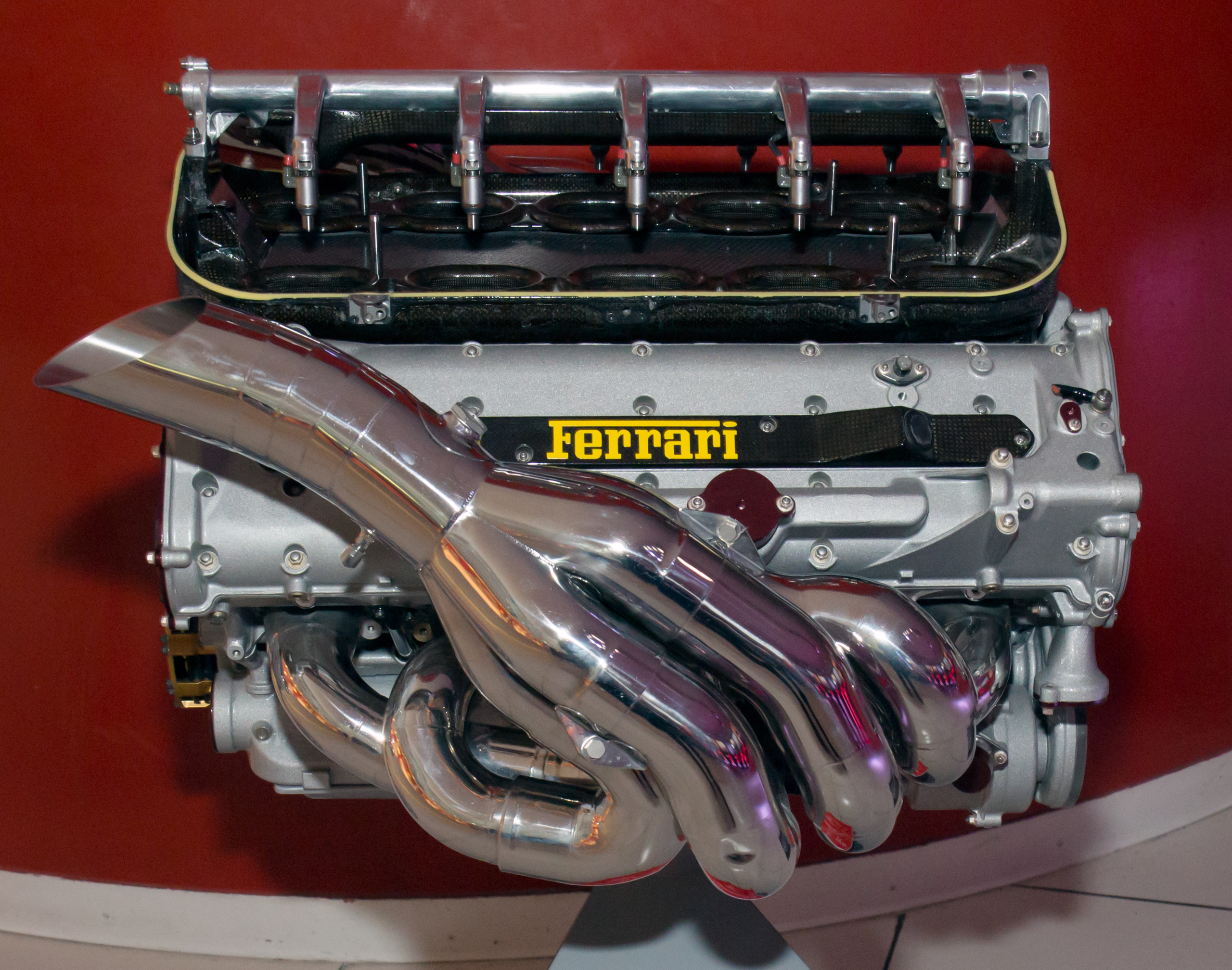
Motor (Ferrari Tipo 049) des Ferrari F1-2000

Ferrari verwendete mit dem Tipo 049 einen V10-Saugmotor aus eigener Entwicklung. Er hatte einen Hubraum von 2997 cm³, einen 90°-Zylinderbankwinkel und wog dank einer speziellen Aluminiumlegierung nur mehr 102 kg, rund 10 kg weniger als im Vorjahr. Der große Zylinderbankwinkel ermöglichte den Schwerpunkt des Wagens weiter nach unten zu verlegen sowie das Heck aerodynamisch effektiver zu formen, was dem Fahrverhalten des Wagens zugutekam. Der Motor leistete im Rennmodus bei 18.000/min ungefähr 574 kW (770 PS), wog etwa 100 kg und war 615 mm lang, 598 mm breit sowie 366 mm hoch.
Der Motor war zwar leistungstechnisch schwächer als das Pendant des größten Konkurrenten um die Weltmeisterschaft Mercedes, doch konnte man mit dem Tipo 049 weitaus höhere Drehzahlen erreichen. Während der Saison wurden zwei größere Verbesserungen des Motors entwickelt und eingesetzt. Diese Motoren hießen Tipo 049B sowie 049C und konnten am Ende bis zu 619 kW (830 PS) mit einer ungefähren Höchstgeschwindigkeit von 350 km/h erreichen. Der 049C wurde auch in der nächsten Saison eingesetzt.

### Getriebe und Radaufhängung
Das selbstentwickelte sequentielle elektro-hydraulische Halbautomatikgetriebe mit Schaltwippen am Lenkrad hatte sieben Gänge und wurde zum größten Teil vom Vorjahreswagen mit übernommen. Als Radaufhängung waren vorn sowie hinten eine Doppelquerlenkerachse mit innenliegenden Federn und Stoßdämpfern, betätigt über Schubstangen, verwendet.

### Lieferanten
Abseits des Motors und des Getriebes bezog Ferrari viele Komponenten von externen Unternehmen. Das Benzin und Motorenöl lieferte Shell, die Bremsen Brembo und die Reifen Bridgestone. Für die komplexe Motorensteuerung war Magneti Marelli zuständig.

## Renngeschichte
Nach dem knappen Saisonfinale im Jahr 1999 wollte Ferrari bezüglich Technik zu McLaren Mercedes aufschließen und nach langer Zeit wieder einen Fahrertitel holen, nachdem im letzten Jahr bereits der Konstrukteurstitel erreicht worden war. Der F1-2000 wurde am 7. Februar 2000 um 10:30 in Maranello der Öffentlichkeit erstmals präsentiert. Dabei waren rund 800 Menschen anwesend, davon rund 400 Journalisten und 45 verschiedene Fernsehsender. Ebenfalls vor Ort war der Präsident der Fiat-Gruppe Gianni Agnelli.
Das Auto erwies sich wie schon die Vorgänger als konkurrenzfähig und konnte die in den Vorjahren überlegenen McLaren-Fahrzeuge, die dieses Jahr mit der Zuverlässigkeit Probleme hatten, schlagen. In der ganzen Saison fiel der F1-2000 insgesamt achtmal aus, zweimal bedingt durch Motorendefekte.
Michael Schumacher holte mit neun Siegen aus 17 Rennen seinen ersten Weltmeistertitel für Ferrari, dies war zudem der erste Fahrerweltmeistertitel für Ferrari nach 21 Jahren, als 1979 Jody Scheckter mit Ferrari Weltmeister wurde. Mit 180 WM-Punkten gewann Ferrari außerdem den Konstrukteurstitel.

## Lackierung und Sponsoring
Der Wagen war komplett rot lackiert, einzig ein Teil des Front- sowie Heckflügels wurde weiß gehalten. Auf der Nase, dem Front- und Heckflügel und der Airbox war Werbung für den langjährigen Sponsorenpartner Marlboro angebracht. Auf den Seitenkästen wurde für den Benzinlieferanten Shell und für FedEx, Magneti Marelli, Fiat und Tic Tac geworben, auf der Seite des Frontflügels für TIM.

## Fahrer
Stammfahrer waren Michael Schumacher sowie Rubens Barrichello, der den zu Jaguar abgewanderten Eddie Irvine ersetzte. Als Test- und Ersatzfahrer wurde der vorjährige Minardi-Fahrer Luca Badoer nominiert.

## Exponate und Versteigerungen
Insgesamt gab es acht verschiedene Chassis des Ferrari F1-2000. Ein von Rubens Barrichello verwendeter Ferrari F1-2000 wird im Museo Ferrari in Maranello ausgestellt. In der eigenen Privatkollektion von Michael Schumacher befindet sich ein Ferrari F1-2000. Weitere Ferrari F1-2000 von Schumacher werden im Themenpark Ferrari World in Abu Dhabi und im Nationalen Automuseum – The Loh Collection in Dietzhölztal-Ewersbach präsentiert.
Mitte Mai 2012 versteigerte in Monaco das Auktionsunternehmen Sotheby’s ein rennfähiges Ferrari-Chassis mit der Nummer 204, gefahren von Michael Schumacher beim Großen Preis von Österreich, für 806.400 Euro. Ursprünglich behielt Ferrari das Chassis bis 2006, wo es erstmals den Besitzer wechselte.
Mitte August 2014 wurde in Monterey ebenfalls durch Sotheby’s ein rennfähiges Ferrari-Chassis mit der Nummer 198, gefahren von Michael Schumacher beim gewonnenen Rennen in Brasilien, Spanien und Monaco, für 1,804.000 Euro versteigert.

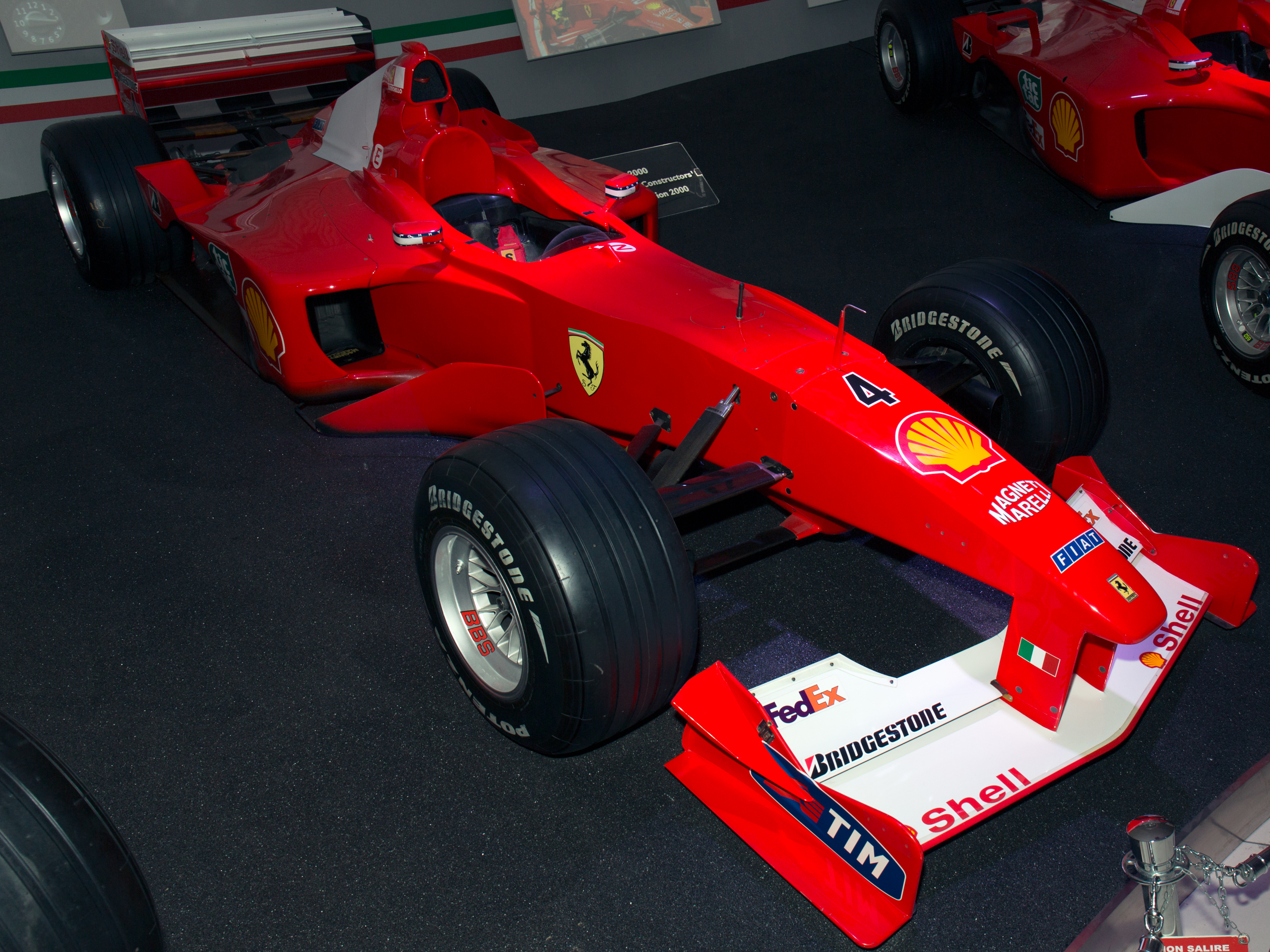
Ferrari F1-2000 von Rubens Barrichello (Museo Ferrari, Maranello)
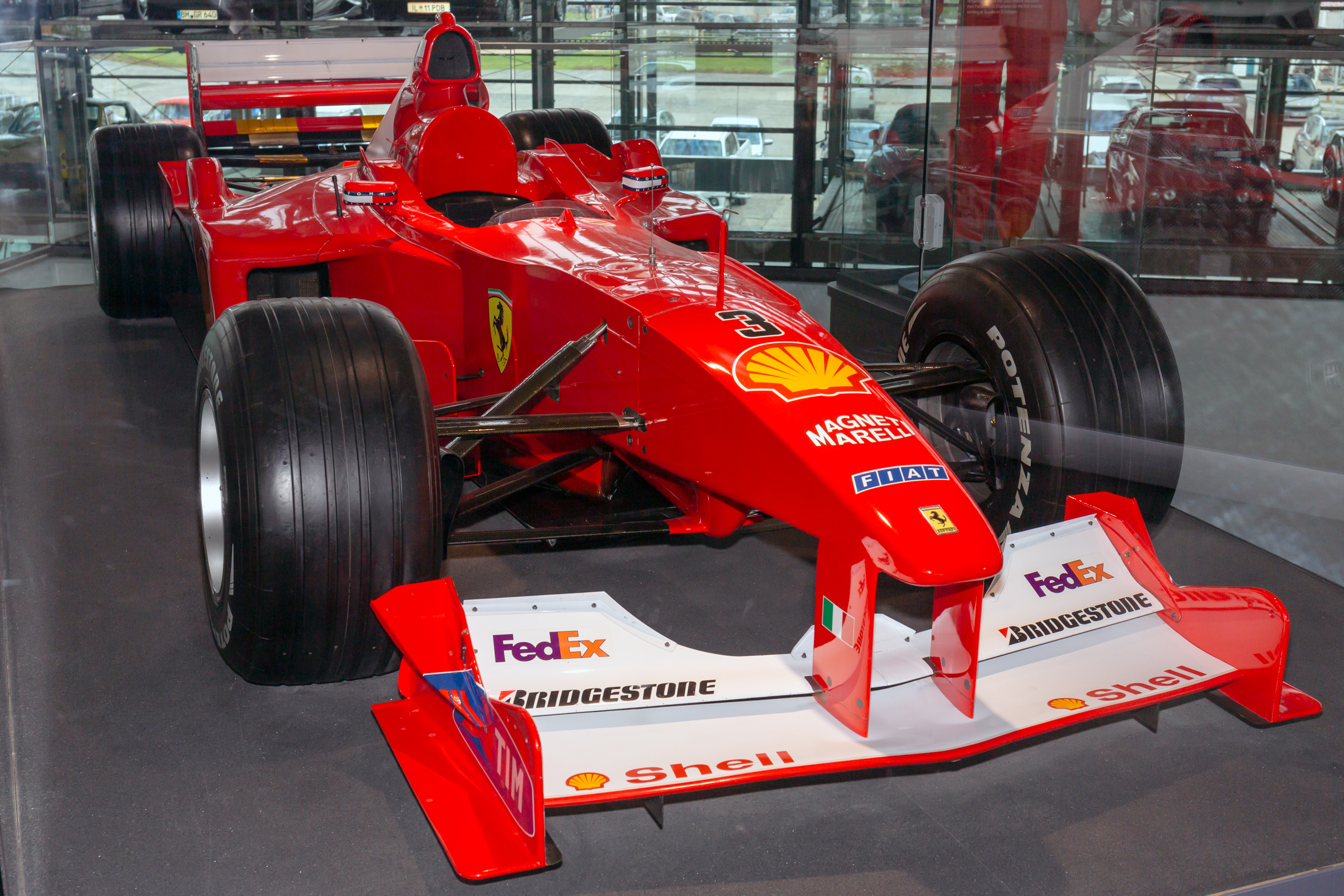
Ferrari F1-2000 von Michael Schumacher (Michael Schumacher Private Collection, Motorworld Köln)
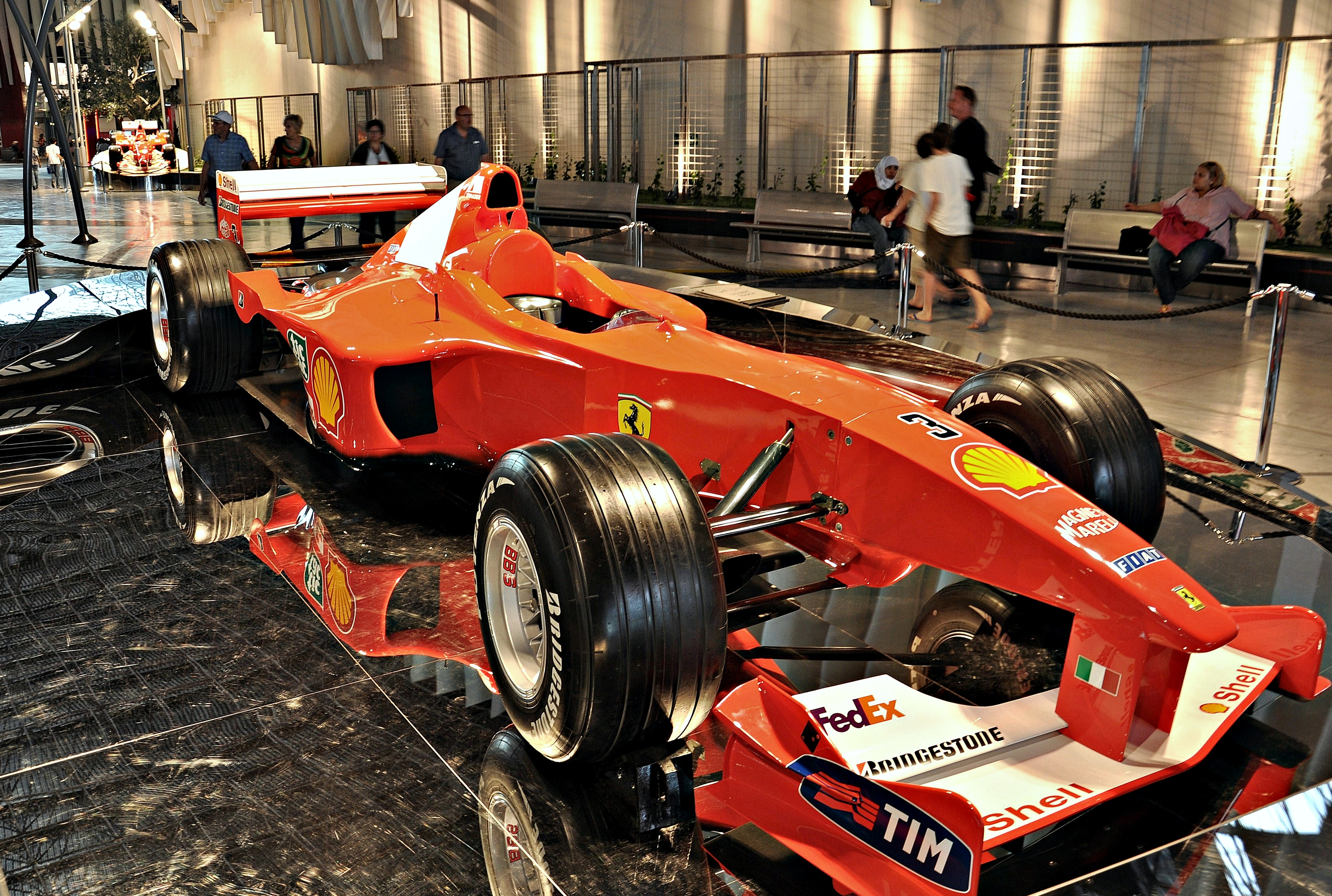
Ferrari F1-2000 von Michael Schumacher (Ferrari World in Abu Dhabi)
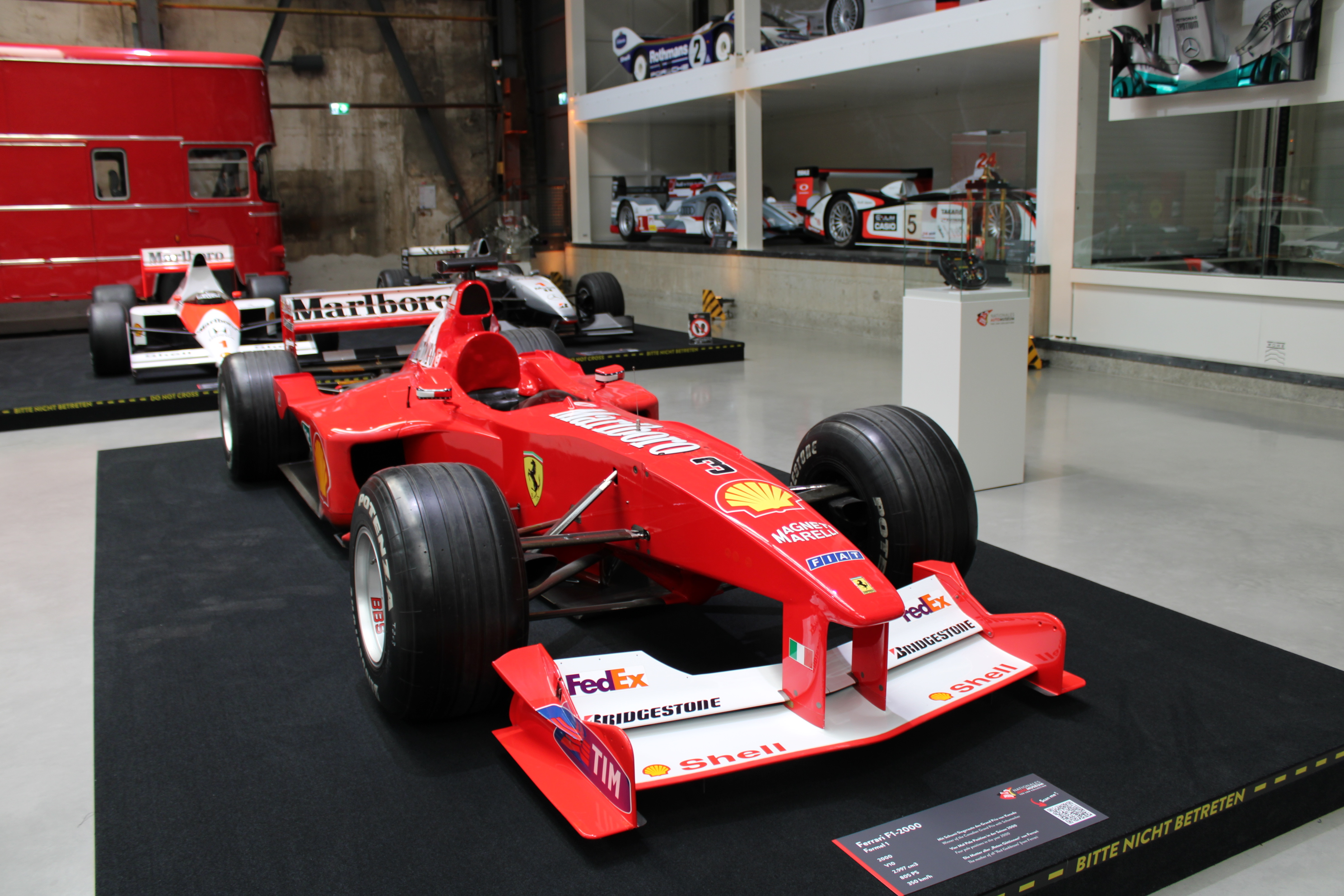
Ferrari F1-2000 von Michael Schumacher (Nationales Automuseum – The Loh Collection)

## Sonstiges
Im Spiel F1 2020 von Codemasters kann man den Ferrari F1-2000 mit der Michael-Schumacher-Edition als Downloadable Content erhalten.

## Ergebnisse
| Fahrer                          | Nr.                             | 1 | 2   | 3 | 4   | 5 | 6 | 7   | 8 | 9   | 10  | 11  | 12 | 13  | 14  | 15 | 16 | 17 | Punkte | Platz |
| ------------------------------- | ------------------------------- | - | --- | - | --- | - | - | --- | - | --- | --- | --- | -- | --- | --- | -- | -- | -- | ------ | ----- |
| Formel-1-Weltmeisterschaft 2000 | Formel-1-Weltmeisterschaft 2000 |   |     |   |     |   |   |     |   |     |     |     |    |     |     |    |    |    | 180    | 1.    |
| M. Schumacher                   | 03                              | 1 | 1   | 1 | 3   | 5 | 1 | DNF | 1 | DNF | DNF | DNF | 2  | 2   | 1   | 1  | 1  | 1  | 180    | 1.    |
| R. Barrichello                  | 04                              | 2 | DNF | 4 | DNF | 3 | 4 | 2   | 2 | 3   | 3   | 1   | 4  | DNF | DNF | 2  | 4  | 3  | 180    | 1.    |

| Legende  | Legende            | Legende                                                          |
| Farbe    | Abkürzung          | Bedeutung                                                        |
| -------- | ------------------ | ---------------------------------------------------------------- |
| Gold     | –                  | Sieg                                                             |
| Silber   | –                  | 2. Platz                                                         |
| Bronze   | –                  | 3. Platz                                                         |
| Grün     | –                  | Platzierung in den Punkten                                       |
| Blau     | –                  | Klassifiziert außerhalb der Punkteränge                          |
| Violett  | DNF                | Rennen nicht beendet (did not finish)                            |
| Violett  | NC                 | nicht klassifiziert (not classified)                             |
| Rot      | DNQ                | nicht qualifiziert (did not qualify)                             |
| Rot      | DNPQ               | in Vorqualifikation gescheitert (did not pre-qualify)            |
| Schwarz  | DSQ                | disqualifiziert (disqualified)                                   |
| Weiß     | DNS                | nicht am Start (did not start)                                   |
| Weiß     | WD                 | zurückgezogen (withdrawn)                                        |
| Hellblau | PO                 | nur am Training teilgenommen (practiced only)                    |
| Hellblau | TD                 | Freitags-Testfahrer (test driver)                                |
| ohne     | DNP                | nicht am Training teilgenommen (did not practice)                |
| ohne     | INJ                | verletzt oder krank (injured)                                    |
| ohne     | EX                 | ausgeschlossen (excluded)                                        |
| ohne     | DNA                | nicht erschienen (did not arrive)                                |
| ohne     | C                  | Rennen abgesagt (cancelled)                                      |
| ohne     | keine WM-Teilnahme |                                                                  |
| sonstige | P/fett             | Pole-Position                                                    |
| sonstige | 1/2/3/4/5/6/7/8    | Punktplatzierung im Sprint-/Qualifikationsrennen                 |
| sonstige | SR/kursiv          | Schnellste Rennrunde                                             |
| sonstige | *                  | nicht im Ziel, aufgrund der zurückgelegten Distanz aber gewertet |
| sonstige | ()                 | Streichresultate                                                 |
| sonstige | unterstrichen      | Führender in der Gesamtwertung                                   |